# Georg Ludolf Dissen
Georg Ludolf Dissen (* 17. Dezember 1784 in Groß Schneen bei Göttingen; † 21. September 1837 in Göttingen) war ein deutscher klassischer Philologe.

## Leben
Dissen war der Sohn des Pastors von Groß Schneen. Mit 13 Jahren wurde er Vollwaise und konnte nur durch Förderung von Freunden eine Freistelle in Schulpforta erhalten, wo er von 1798 bis 1804 Schüler war. Hier lernte er den gleichaltrigen Friedrich Thiersch kennen. Nach dem Schulabschluss ging Dissen an die Universität Göttingen, wo er Klassische Philologie studierte. Von seinen Lehrern beeindruckte ihn Christian Gottlob Heyne am meisten. Nach dem Examen wurde Dissen mit der Dissertation „De temporibus et modis verbi graeci“ promoviert und begann seine Dozententätigkeit an der Göttinger Universität. 
In seinen Vorlesungen behandelte er neben philologischen auch philosophische Themen. Zu dieser Zeit lernte er August Böckh kennen, mit dem er regen Austausch über Gegenstände der Philologie pflegte. 1812 folgte Dissen einem Ruf zum außerordentlichen Professor an der Universität Marburg. Nach nur eineinhalb Jahren, im Herbst 1813, begab er sich mit demselben Titel nach Göttingen zurück, um mit Friedrich Gottlieb Welcker, Ernst Karl Friedrich Wunderlich und Karl Otfried Müller zusammenzuarbeiten. 1817 wurde Dissen zum ordentlichen Professor ernannt, 1832 zum Hofrat. 1833 wurde er als ordentliches Mitglied in die Akademie der Wissenschaften zu Göttingen gewählt, 1834 wurde er korrespondierendes Mitglied der Bayerischen Akademie der Wissenschaften. Zuletzt gehörte er auch dem Vorstand des Seminars für Klassische Philologie an. Er starb am 21. September 1837 unvermutet im Alter von 52 Jahren.

## Forschung und Lehre
Als akademischer Lehrer war Dissen durch Gewissenhaftigkeit und methodisches Arbeiten anerkannt. Diese Eigenschaften schlugen sich auch in seinen drei Hauptwerken nieder: Den Editionen Pindars, Tibulls und der Reden des Demosthenes. Seine textkritischen Verfahren übten Einfluss auf die Entwicklung seines Schülers Karl Lachmann aus, den Begründer der modernen Textkritik. Seine Pindaredition wurde zuerst in August Böckhs Gesamtausgabe veröffentlicht (Leipzig 1811–1821) und erschien später auch selbständig unter dem Titel „Pindari opera ex recensione Boeckhii“ (Gotha 1830). Die Edition des Tibull nahm er nach den Arbeiten Heynes und seines früh verstorbenen Kollegen Wunderlich vor. Sie erschien unter dem Titel „Supplementum editionis Albii Tibulli Heynio-Wunderlichianae ed. Lud. Dissen“ 1819 in Leipzig, als selbständige Ausgabe (mit Anmerkungen Karl Lachmanns): „Alb. Tibulli carmina ex recens. C. Lachm. passim mutata explic. Lud. Dissen“ (2 Teile, Göttingen 1835). Die Demosthenes-Rede Für den Kranz (περὶ τοῦ Στεφάνου) gab er nach der Ausgabe von Immanuel Bekker 1837 in Göttingen heraus.